# 那些女人
《那些女人》，吴贻弓监制兼总导演，中國大陸导演江平和台湾导演李作楠联合执导的一部中华人民共和国献礼片，描述一个在中国抗日战争中幸存的女子水芹以自己的视角，回忆了在南通这个悲情的城市，一群不同身份、性情各异、勇敢坚强的女人们与命运抗争的凄婉故事。
2018年6月19日于上海国际电影节首映，2018年9月3日在中国大陆上映。

## 剧情概述
中国抗日战争期间，发生在长江边上的一座悲情城市里的凄婉美丽的女人故事，通过回忆的视角再现了那个腥风血雨的年代，一群不同身份、性情各异的女子，在家仇国恨面前，抛弃前嫌，不计恩怨，与日寇、汉奸、汪伪特工巧妙周旋、斗智斗勇，最后不惜牺牲性命，在血与火的洗礼中涅槃永生。

## 演员表
以片头顺序排列

### 领衔主演
| 演员   | 角色       | 备注         |
| 何赛飞 | 水芹娘     |              |
| 谢林彤 | 水芹       |              |
| 殷桃   | 惠姑娘     |              |
| 胡可   | 开水西施   |              |
| 白冰   | 张家大小姐 |              |
| 周冬雨 | 小玉       | 刘家少奶奶   |
| 茹萍   | 铜匠嫂嫂   |              |
| 姚晨   | 老板娘     | 杂货店老板娘 |
| 马伊琍 | 江家嬢嬢   |              |

### 主演
| 演员   | 角色     | 备注     |
| 佟瑞欣 | 林铜匠   |          |
| 肖荣生 | 水芹爸   |          |
| 陈龙   | 刘二     |          |
| 许凝   | 山本     | 日军军官 |
| 小牛犇 | 小龙     |          |
| 马精武 | 纱庄老板 |          |
| 巩汉林 | 账房先生 |          |

### 荣誉出演
| 演员   | 角色     | 备注 |
| 祝芸仪 |          |      |
| 张目   |          |      |
| 徐才根 |          |      |
| 陶玉玲 |          |      |
| 张云立 |          |      |
| 祝希娟 |          |      |
| 牛犇   | 陈老爹   |      |
| 吴云芳 |          |      |
| 谢芳   |          |      |
| 陈茂林 | 王老秀才 |      |
| 郑毓芝 | 保家奶奶 |      |
| 秦怡   | 老年水芹 |      |
| 于蓝   |          |      |
| 柳杰   |          |      |
| 张莺   |          |      |

### 特别出演
| 演员   | 角色     | 备注 |
| 王千源 | 伪军甲   |      |
| 侯勇   | 国军团长 |      |
| 刘小锋 | 于政委   |      |
| 王景春 | 伪军乙   |      |
| 郑昊   | 伪军     |      |
| 夏雨   | 金宝     |      |
| 保剑锋 | 国军排长 |      |
| 佟大为 | 保先生   |      |
| 张山   | 舅舅     |      |
| 张一山 | 伪军丙   |      |
| 陈创   | 伪军     |      |
| 谢钢钢 | 外公     |      |

## 制作
作为一部纪念中日战争暨世界反法西斯战争胜利70周年的影视作品，于2015年拍摄，2015年7月16日正式杀青。
导演江平表示拍摄这部电影的初衷，正是对那段沉重的历史致敬，向那些为中华民族解放事业做出贡献的女英雄致敬，而对历史的自觉担当，也是电影人最基本的责任。片中几十位老中青知名演员联袂出演，尤其是众多女演员的鼎力加盟，被誉为“女人版建国大业”。

## 宣传
2015年7月16日在北京华彬歌剧院举办了首度媒体见面会，何赛飞、殷桃、谢林彤、胡可、茹萍、马精武、佟瑞欣、肖荣生、陈龙、许凝、王彤、邱林、傅绍杰、小牛犇、张山、李木子等主创到场，葛优、李冰冰、范冰冰、陈凯歌、尔冬升、黄晓明、陈可辛等重量级圈内大咖发来祝贺视频，并发布了先导预告以及两款概念海报。
2018年6月入围第二十一届上海国际电影节电影频道传媒关注单元。
2018年6月7日发布首款先导预告及定档海报，将于9月3日上映。
8月13日发布首款“乱世红颜花絮特辑”。
8月29日在北京电影学院举行献映，何赛飞、胡可、张一山、保剑锋、陈龙等主创及王兴东、黄建新、尹力、吴若甫等百位电影人出席活动。

## 奖项
本片获得第13届俄罗斯奥泽洛夫国际军事电影节评委会金剑大奖，主演佟瑞欣获最佳男配角奖。
2018年6月23日，本片主演之一马伊琍荣获第21届上海国际电影节最受传媒关注女配角奖。
2018年9月29日在平壤闭幕的第16届平壤国际电影节上，何赛飞获得最佳女主角、殷桃获最佳女配角奖。